# Mil·lenni V aC
El mil·lenni v aC va abastar els anys que van del 5000 aC fins al 4001 aC. Va veure la propagació de la agricultura des d'Àsia occidental per Europa del Sud i central. Les cultures urbanes a Mesopotàmia i Anatòlia van florir, i desenvoluparen la roda. Els ornaments de coure es van fer més comuns, marcant el començament del Calcolític. La ramaderia es va estendre per tot Euràsia, fins a arribar a la Xina.

## Esdeveniments
- Cap al 5000 aC: domesticació del conill porquí.[1]
- Cap al 4700 aC: restes de Myotragus balearicus amb traces de manipulació antròpica a la balma de Son Matge, Valldemossa, Mallorca.
- Al voltant de 4800 aC - 4300 aC: cultura Merimde al Nil.[2]
- Al voltant del 4500 aC - civilització de Susa i Kish a Mesopotàmia.
- Al voltant de 4400 aC - 4000 aC: cultura Badari al Nil.
- Tombes megalítiques a Europa.

## Invents, descobriments, introduccions
- Introducció de l'escriptura.
- al voltant del 4500 aC - Introducció de l'arada a Europa.
- Introducció de la metal·lúrgia.
- Ús de la vela per al transport.

## Calendaris
- 4713 aC: l'època (origen) del període julià descrit per Joseph Justus Scaliger es va produir l'1 de gener, el dia astronòmic julià número zero.
- 4241 aC: data de la creació del calendari egipci segons Eduard Meyer (suposada i moltes vegades desestimada), basada en els seus càlculs del cicle sotíac.[3]
- 4750 aC: any inicial del calendari assiri, marcant la data tradicional de la fundació d'Assur, al voltant de 2.000 anys abans de la data real.
- El 23 d'octubre del 4004 aC: és la data d'inici del món (Anno Mundi del creacionisme) segons James Ussher, un arquebisbe anglicà del comtat d'Armagh (avui Irlanda del Nord) el 1650 en la seva obra Annals de l'Antic Testament.
- 4300 aC: Asellus Primus (Theta (θ) Bootis) es va convertir en l'estrella visible més propera al pol nord celeste; va romandre la més propera fins al 3942 aC, quan va ser substituïda per Thuban.